# Wybór pomiędzy bogactwem a młodością
Wybór pomiędzy bogactwem a młodością – obraz olejny holenderskiego malarza Jana Steena. Dzieło początkowo należało do kolekcji Stanisława Augusta, pod koniec XIX wieku zostało wywiezione do Petersburga i było wystawione w Ermitażu. Do Polski powróciło w 1929 i do II wojny światowej było eksponowane w Pałacu Łazienkowskim. Obecnie znajduje się w Galerii Malarstwa Szkół Północnych Muzeum Narodowego w Warszawie.

## Opis obrazu
Jest to typowa dla Jana Steena rubaszna scena rodzajowa zawierająca pełne szyderstwa pouczenie moralne. W centrum obrazu malarz umieścił postać młodej, śmiejącej się kobiety. Dziewczyna siedzi na krześle w otoczeniu dwóch mężczyzn starających się o jej względy. Starszy, ubrany w strój wieśniaka, podaje kobiecie pierścionek, a prawą ręką wskazuje na skrzynię zawierającą zapewne kosztowności. Młodszy mężczyzna, wyraźnie spoufalony z dziewczyną, przytula się do niej i patrzy znacząco w oczy. W ręce ma jedynie fujarkę, której falliczny kształt może sugerować wcześniejsze doświadczenia erotyczne. Kobieta swoją postawą i gestem dłoni wyraźnie odtrąca starca i odchyla się w stronę młodzieńca.
Scena rozgrywa się w dość ciemnym wnętrzu i oświetlona jest ostrym światłem z lewej strony. Za plecami dziewczyny, na ścianie znajduje się rycina, która przedstawia alegorię życia ludzkiego. U sufitu wisi wieniec weselny z napisem i dzwonkiem w środku, na podłodze leżą rozrzucone gałązki, które zapewne z niego odpadły. Przez otwarte drzwi widać zbliżającą się postać starej kobiety.
Obraz ma stonowaną kolorystykę, złamaną przez jedyne silne akcenty bieli (fartuch dziewczyny i koszula chłopca) oraz czerwieni (beret młodzieńca i ubiór staruszki).

## Interpretacje
Dzieło posiada alegoryczną wymowę, świadczą o niej zarówno wisząca na ścianie rycina, jak i napis umieszczony na zawieszonym pod sufitem wieńcu weselnym: Dat ghij socht, socht ick nie („Czego ty szukałeś, ja nie szukałam”), świadczący o stosunku kobiety do starszego mężczyzny. Postać zbliżającej się staruszki zapewne symbolizuje nieuchronnie nadciągającą starość. Podobne znaczenie mają opadające z wieńca suche gałązki.
Sposób przedstawienia konkurentów może świadczyć o zainteresowaniu autora teatrem. W XVII-wiecznym holenderskim teatrze zakochanego starca przedstawiano w ubiorze wieśniaka, natomiast atrybutem młodych kochanków była fujarka.